# テレムノイ宮殿

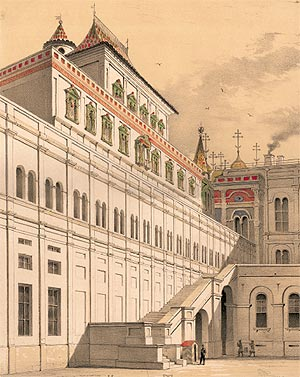
テレムノイ宮殿が描かれた絵画

テレムノイ宮殿（テレムノイきゅうでん、ロシア語: Теремной дворец）とは、ロシア・モスクワのクレムリン内に存在する宮殿。ロシア皇帝の御所としても使用された。

## 概要

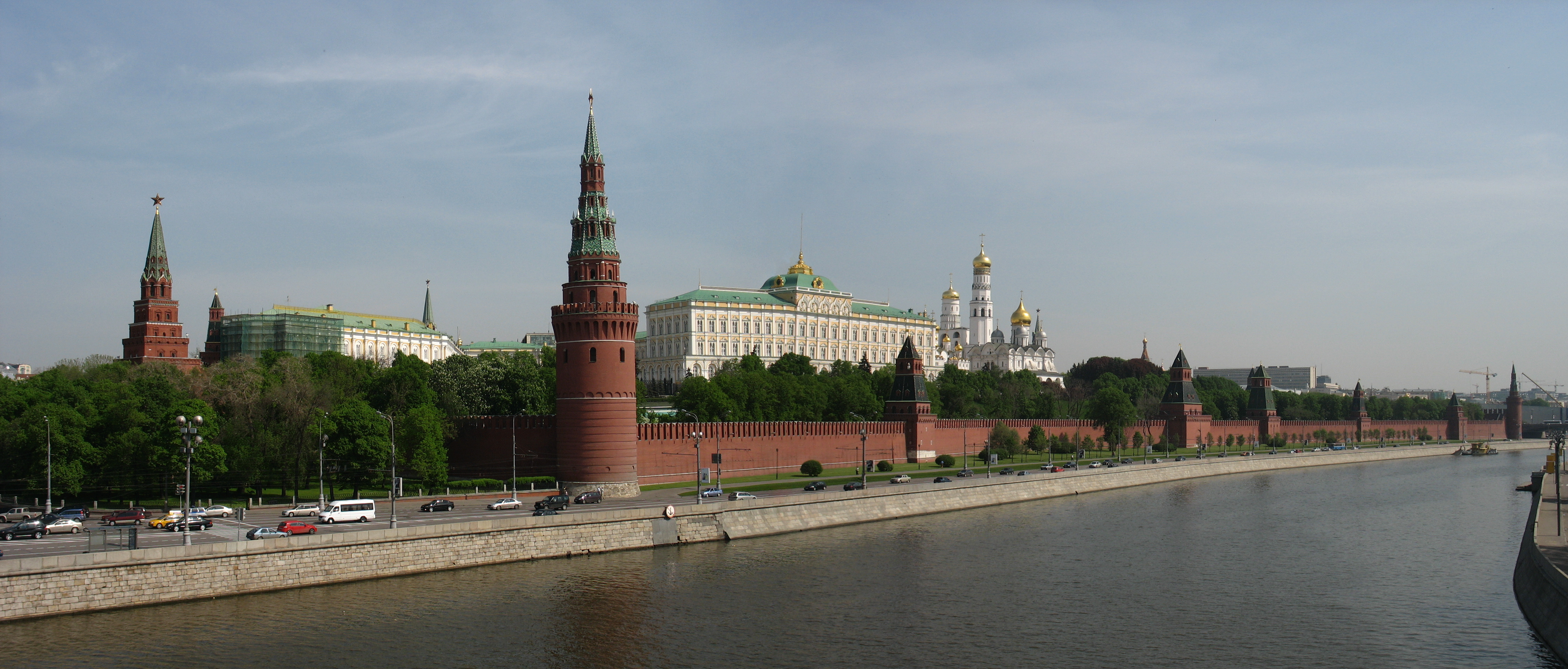
クレムリン

大クレムリンと併せて、発音によっては、テレムノイ・ドヴォレツとも言う。

## 沿革

### 起源

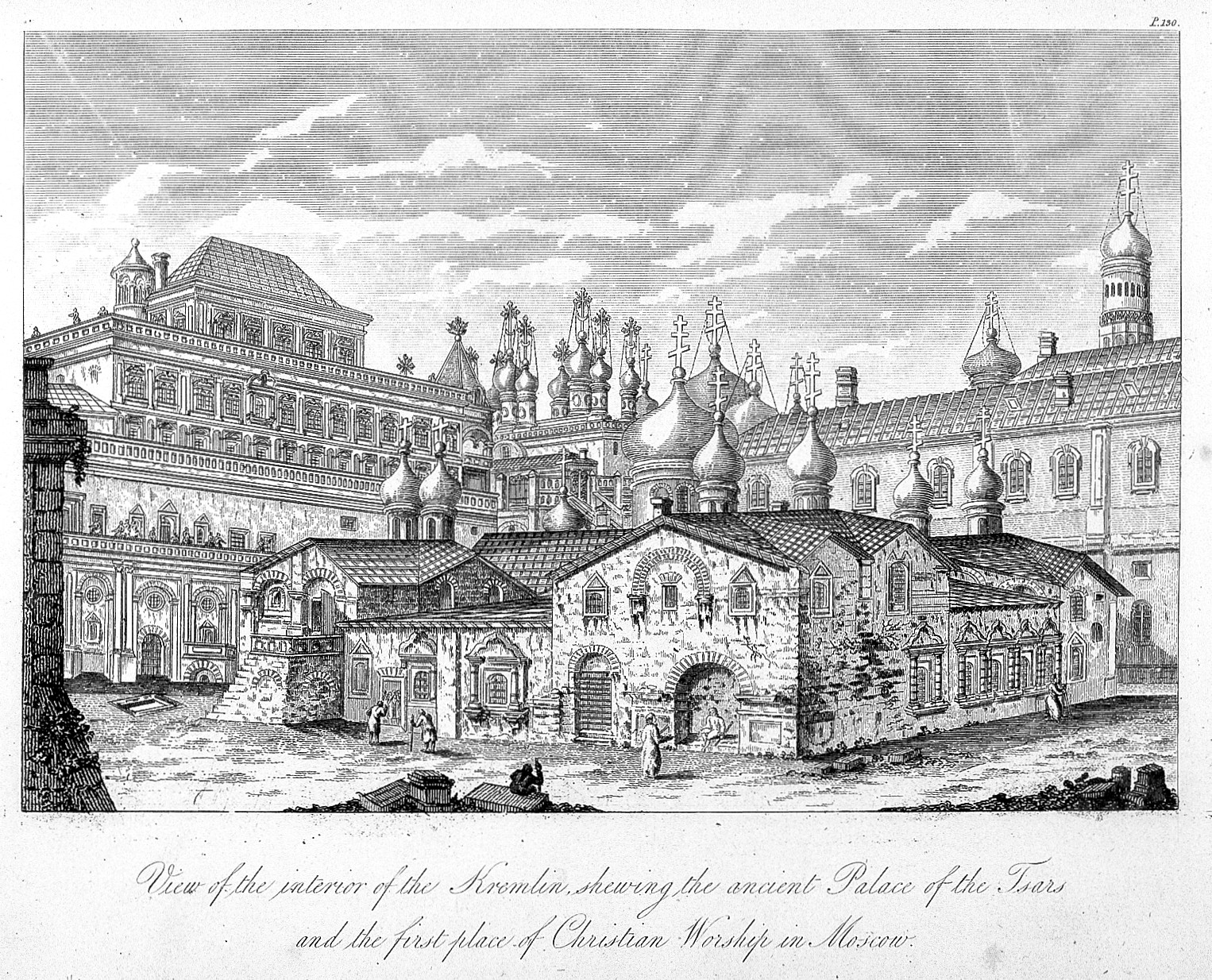
版画

現在、クレムリン宮殿の全体とともに世界遺産に登録され、観光地となっているこの建物は、17世紀にはロシア皇帝の主な邸宅であった。その名前はギリシャ語のτερεμνον（つまり、「住居」）に由来しているという説も存在し、現在、この構造はロシア大統領の公邸に属しているため、一般に公開されていない。しかし、外観は眺めることが可能であるため、観光客を集めるクレムリン宮殿の中でも有名である。

### 多くの増築
当時のロシアの君主であった、ミハイル・ロマノフによって大規模に改築。この宮殿は、モスクワでのツァーリの王宮となった。その時に建てられたのは、今の2階 迄の部分のみであったが、後の世にその度重なる増築によって、独特な建築が出来上がったのだった。宮殿である。
最初のロシア皇帝ミハイル・ロマノフの命によって1635〜36年に宮殿を完全に再建されたため、1階だけがその元来の宮殿の構造を今に伝える。新しい建物は、ボイヤープラットフォーム、ゴールデンステアケース、ゴールデンポーチ、いくつかのタレットなど、多数の別館と別館に囲まれていたが、ミハイル・ロマノフの要請により、1560年代にイヴァン4世の妻のために建てられた隣接する『ゴールデンツァリツァの部屋』には、上部救世主大聖堂の11の黄金のドームが付け加えられ、聖堂となった。

### 内部装飾の復元

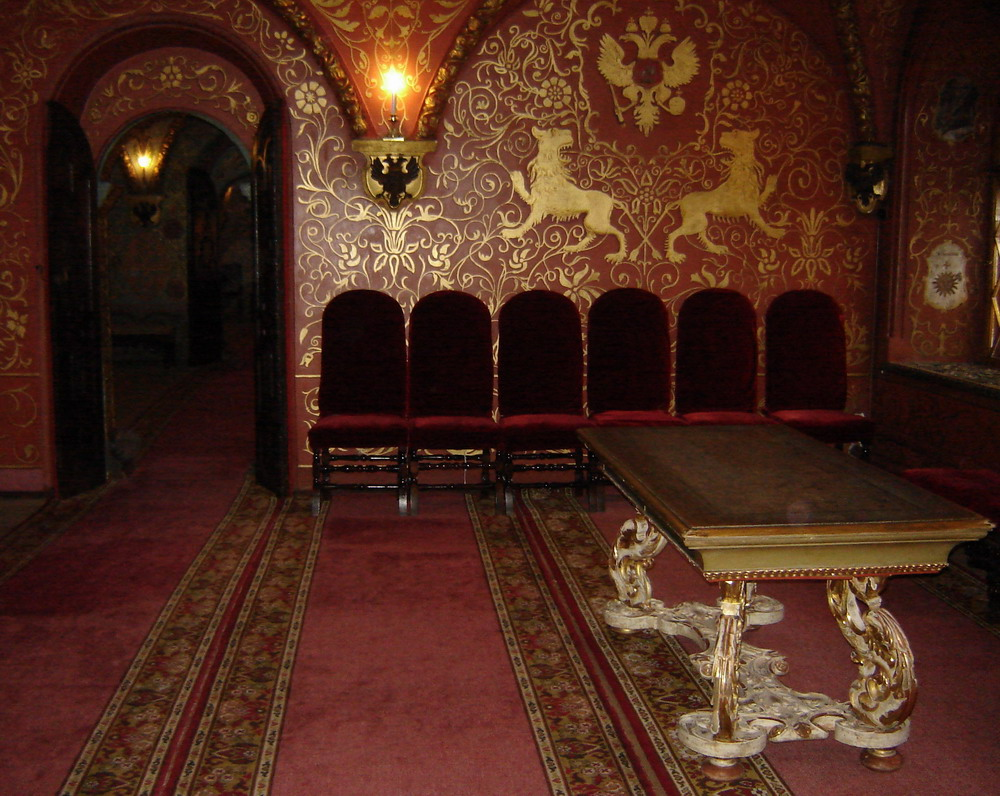
内部装飾

テレムノイ宮殿のオリジナルの内部装飾と壁画は、前述したように火災により焼失したために保存されておらず、現在の壁画はオリジナルのミハイル・ロマノフの時代の図画に基づいて、19世紀になってから、隣接する大クレムリン宮殿の建設と同時に建物の再建が行われた時に復元された物である。復元作業は、1836年から1849年にかけて行われ、それはロシアの政府のもとに行われる事と成った。
1836年から1837年にかけて、フィョードル・ソルンツェフとペーター・ゲラシモフの指導のもと、またフィョードル・リヒターの参加のもと、絵画が制作され、色ガラスの付いた木製の窓枠、17世紀の様式の木製家具が作られ、タイル張りのストーブが設置された。1870年代、芸術家ティモフェイ・キセレフは金色の背景に絵を描き、その絵を内装に用いた。

## 構造
宮殿の複合施設には、1360年代の聖母降誕教会を含む、以前の建設のいくつかの教会も組み込まれている。
現在では、宮殿は5階建ての構造となっている。皇帝とその家族が暮らしたこの建物にはレンガの網目模様と色のタイルで鮮やかに装飾された外観を持つ。それは、赤、黄、オレンジで見事に描かれており、内装も以前は外のように塗装され、豪奢な外観となっていたが、元の壁画は1812年の大火などの連続した火災で焼失した。1837年、内装はロシアのリバイバル様式の古い図面に従って改装される事と成った。

## 現在
現在、テレムノイ宮殿は大クレムリン宮殿の一部となっており、ロシア連邦大統領の公邸となっているため、特別な許可を取得せねばならない場所も存在する。しかし、大部分の宮殿は無料で見学できるようになっている。クレムリン司令官室の特別許可が必要なものについては、大クレムリン宮殿内のエクスカーションの一環として見学することができる。

## その他

### ファザード
1992年頃になって、モスクワ・クレムリンのテレムノイ宮殿のファサードが修復された。

### 呼称
宮殿の名称と言う言葉である。また、テレムノイ宮殿の独特な型建造物のため、未だに定説は定まらない。

## ギャラリー

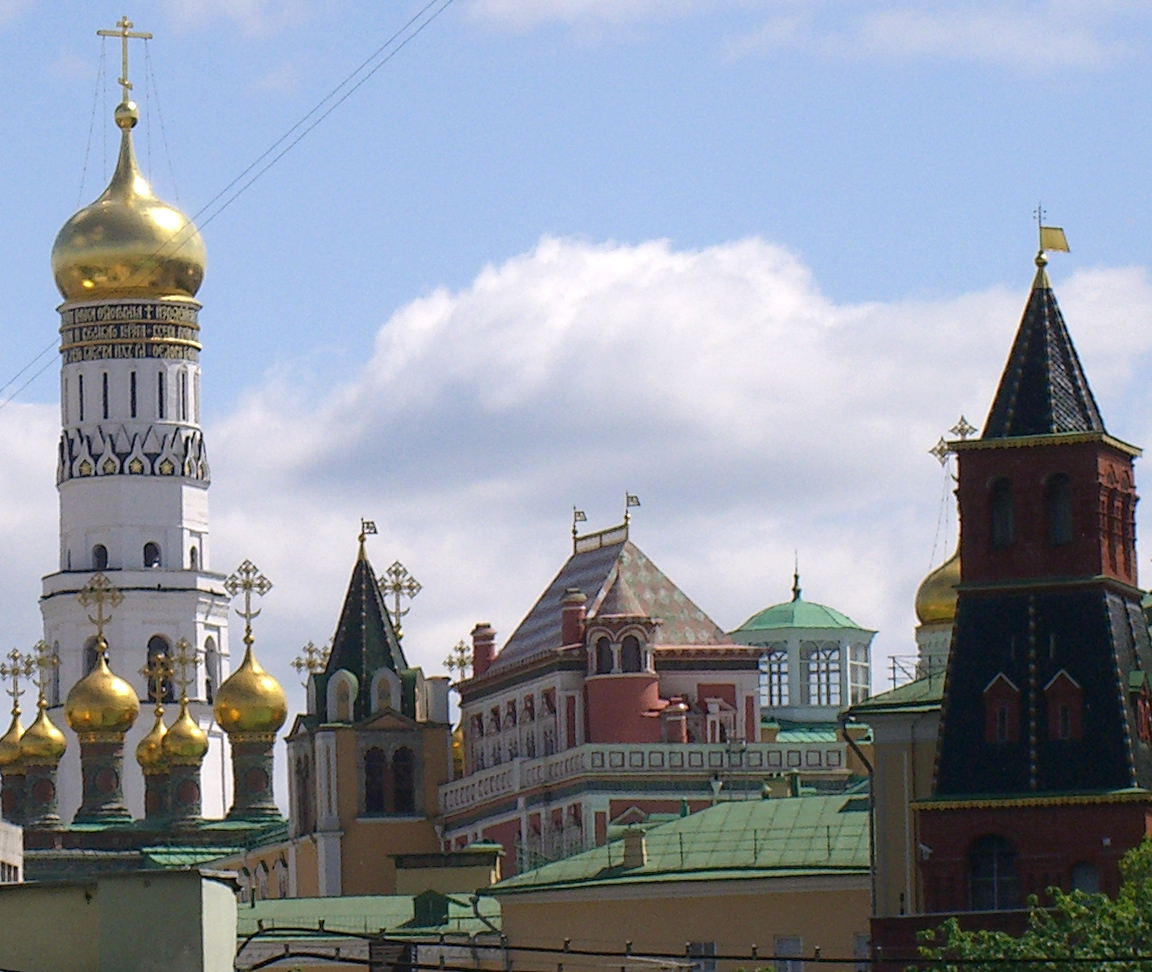
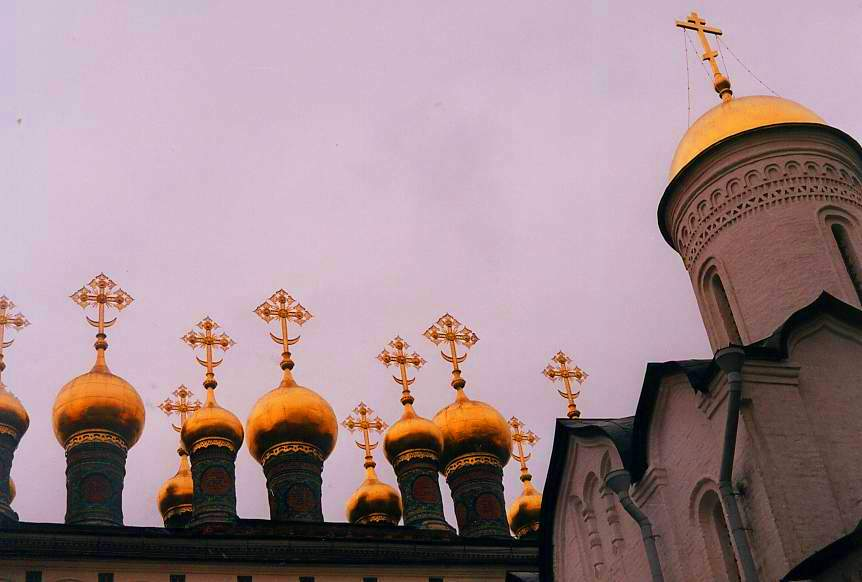
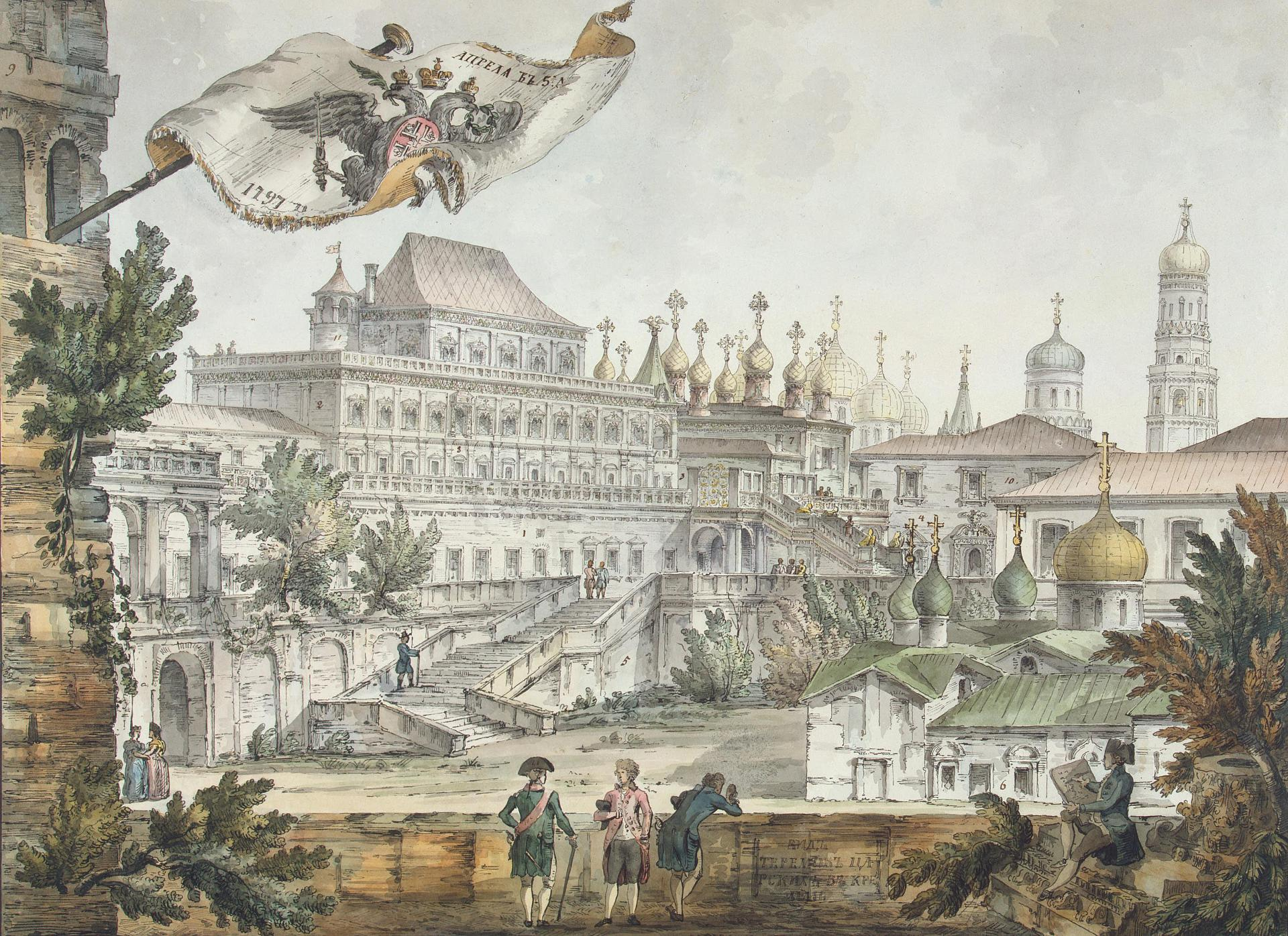
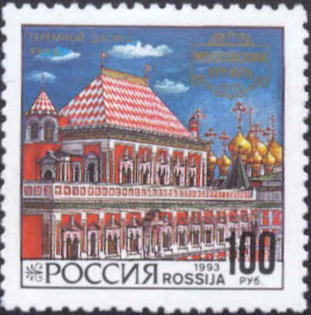
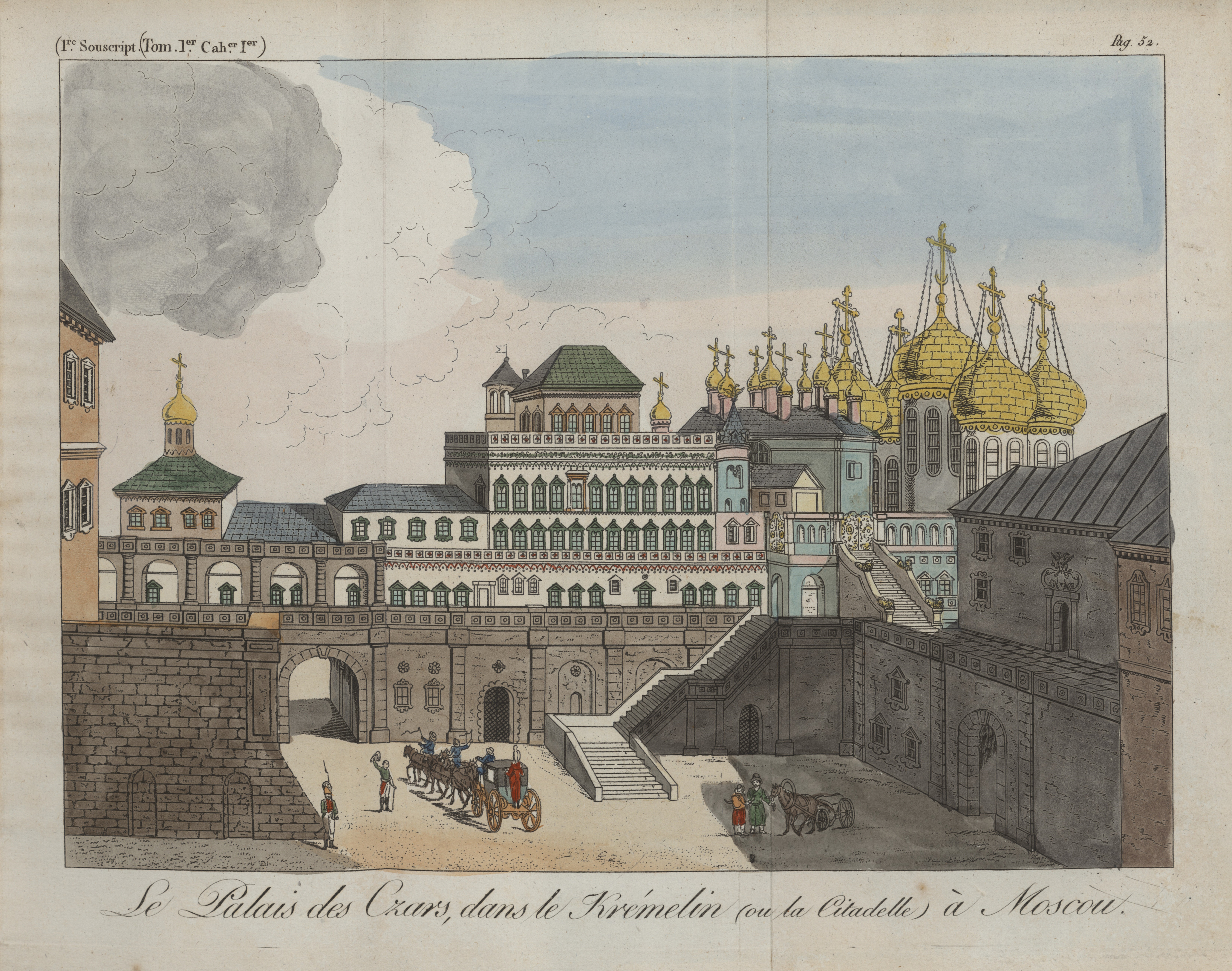
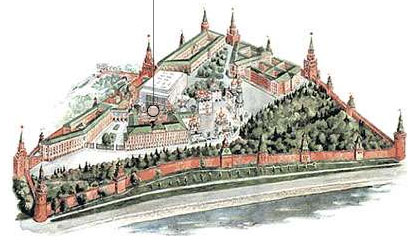
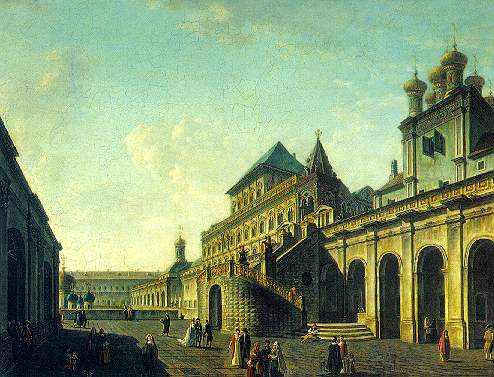
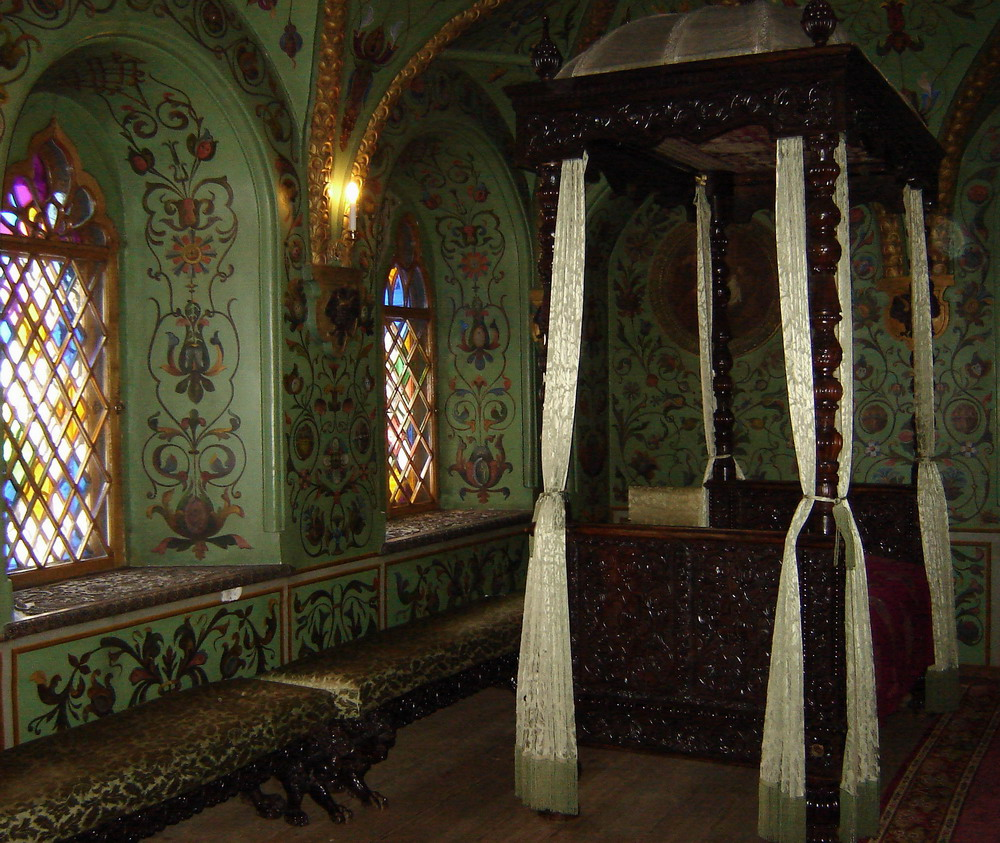
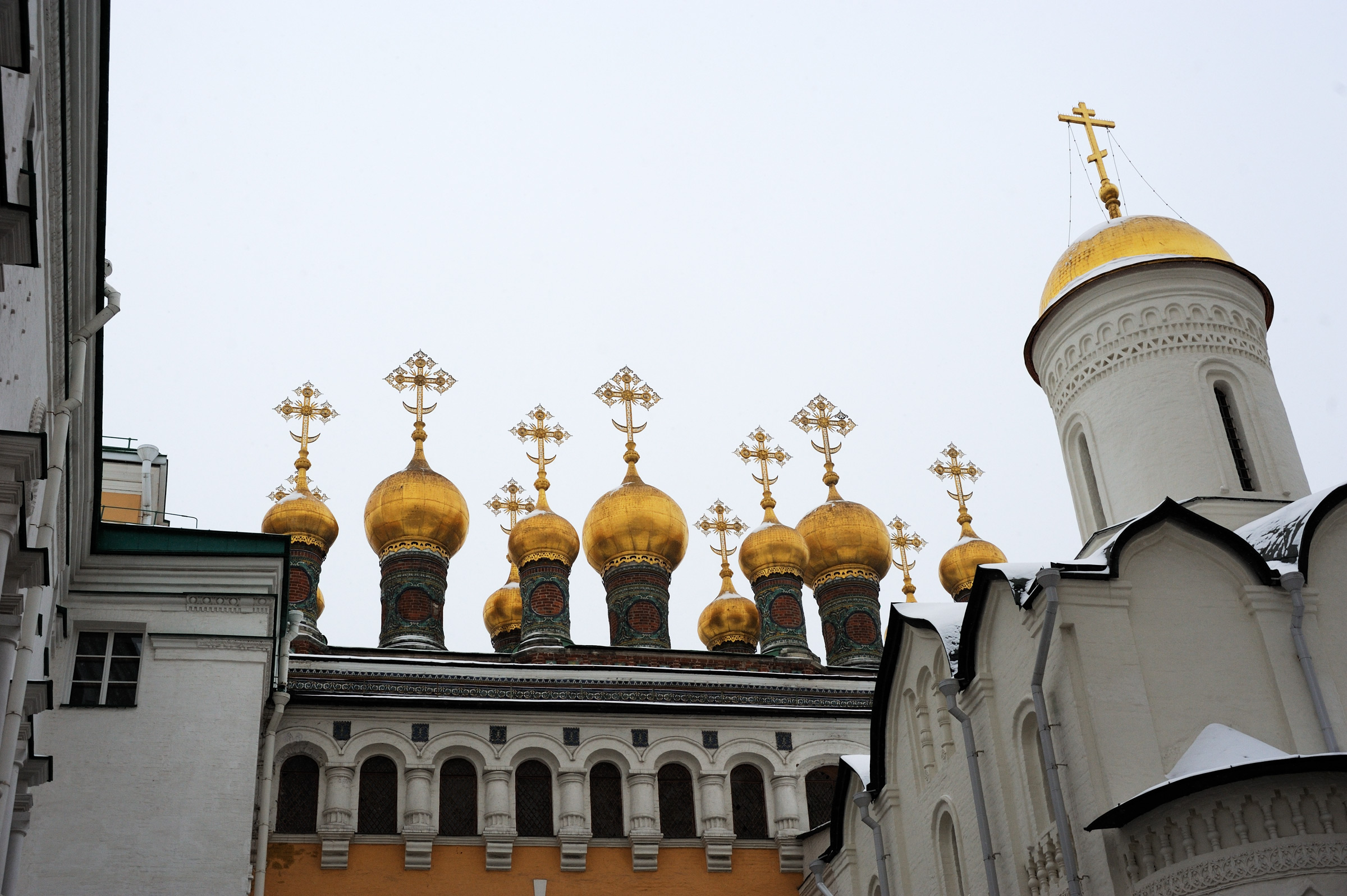
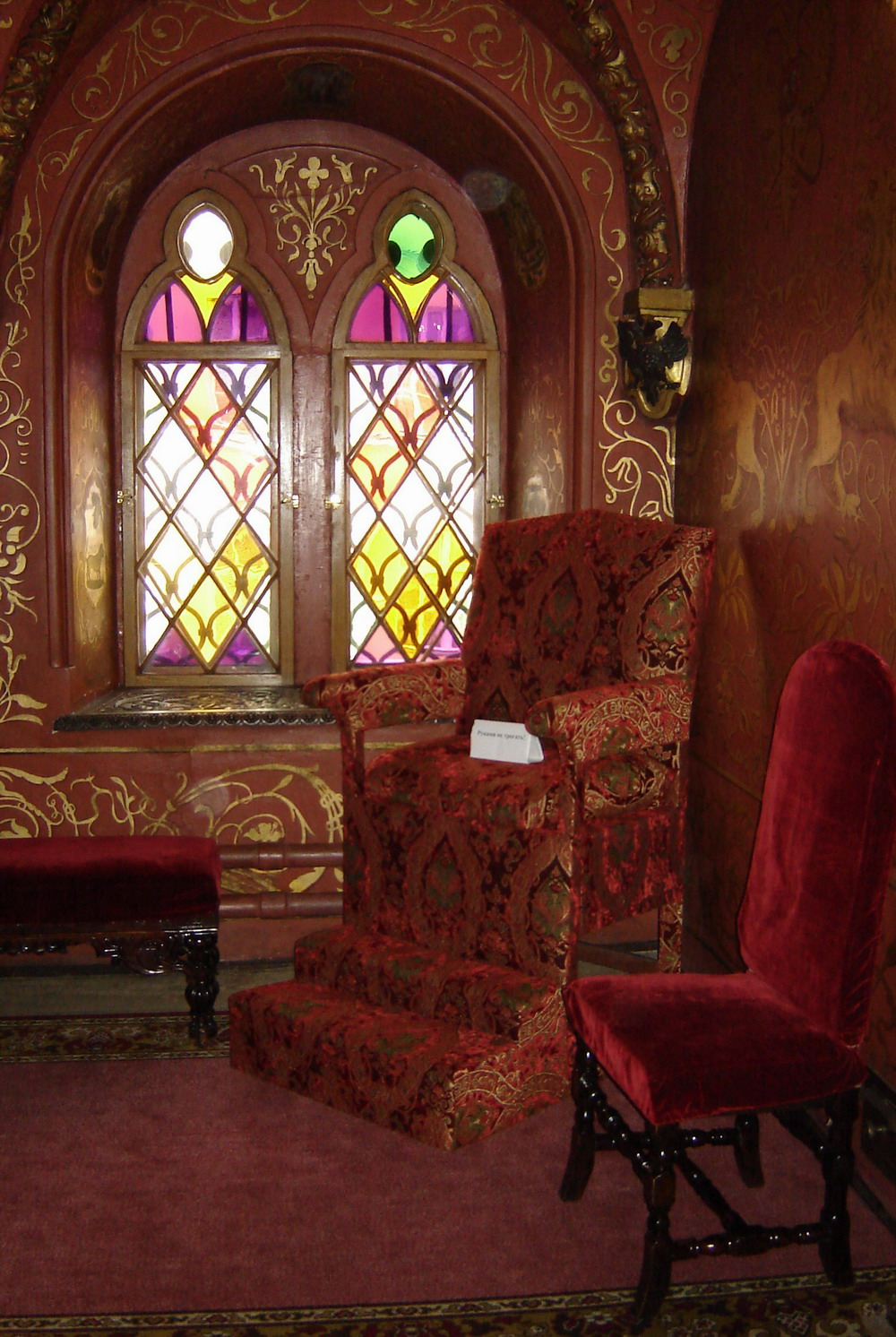
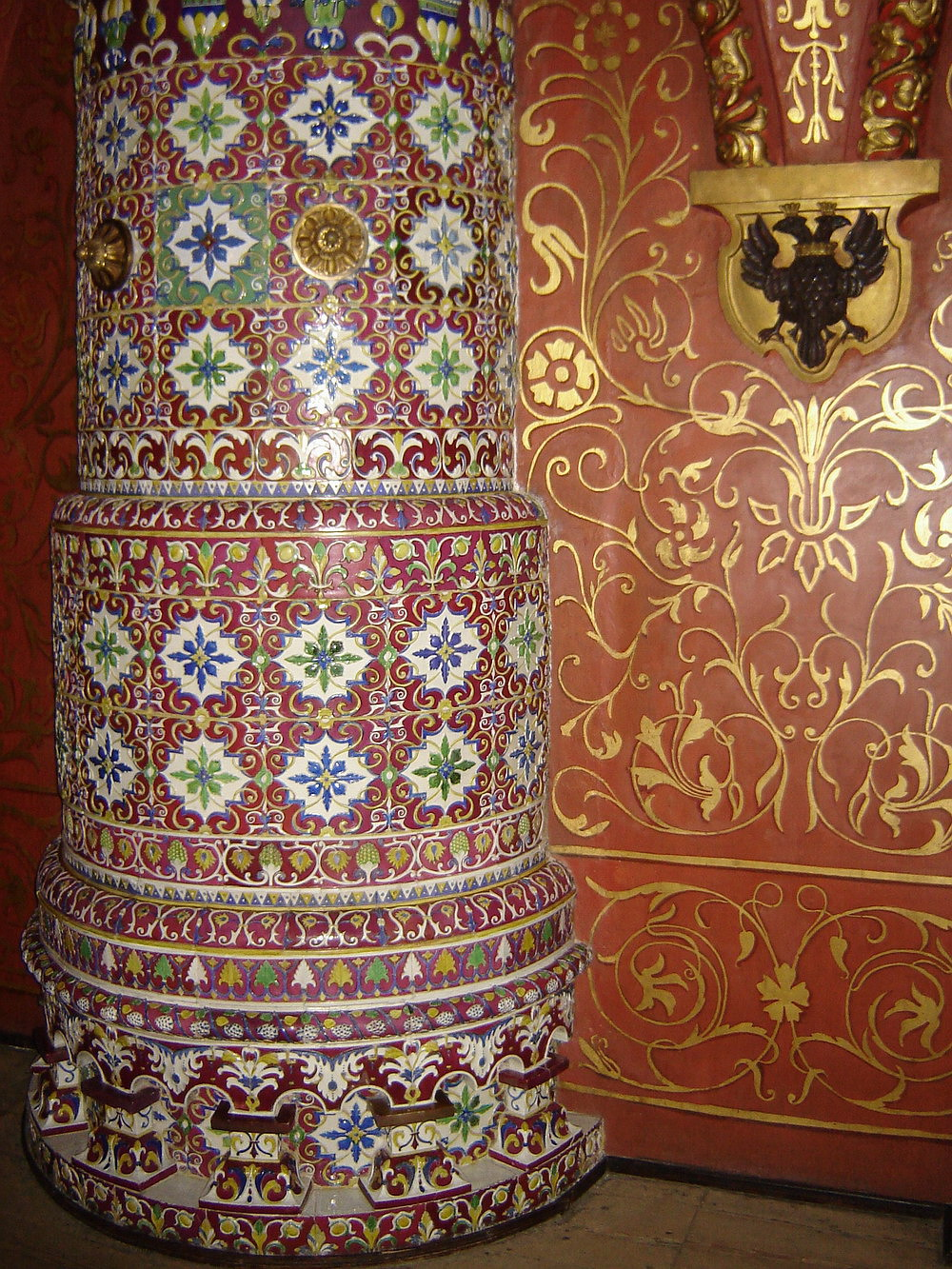
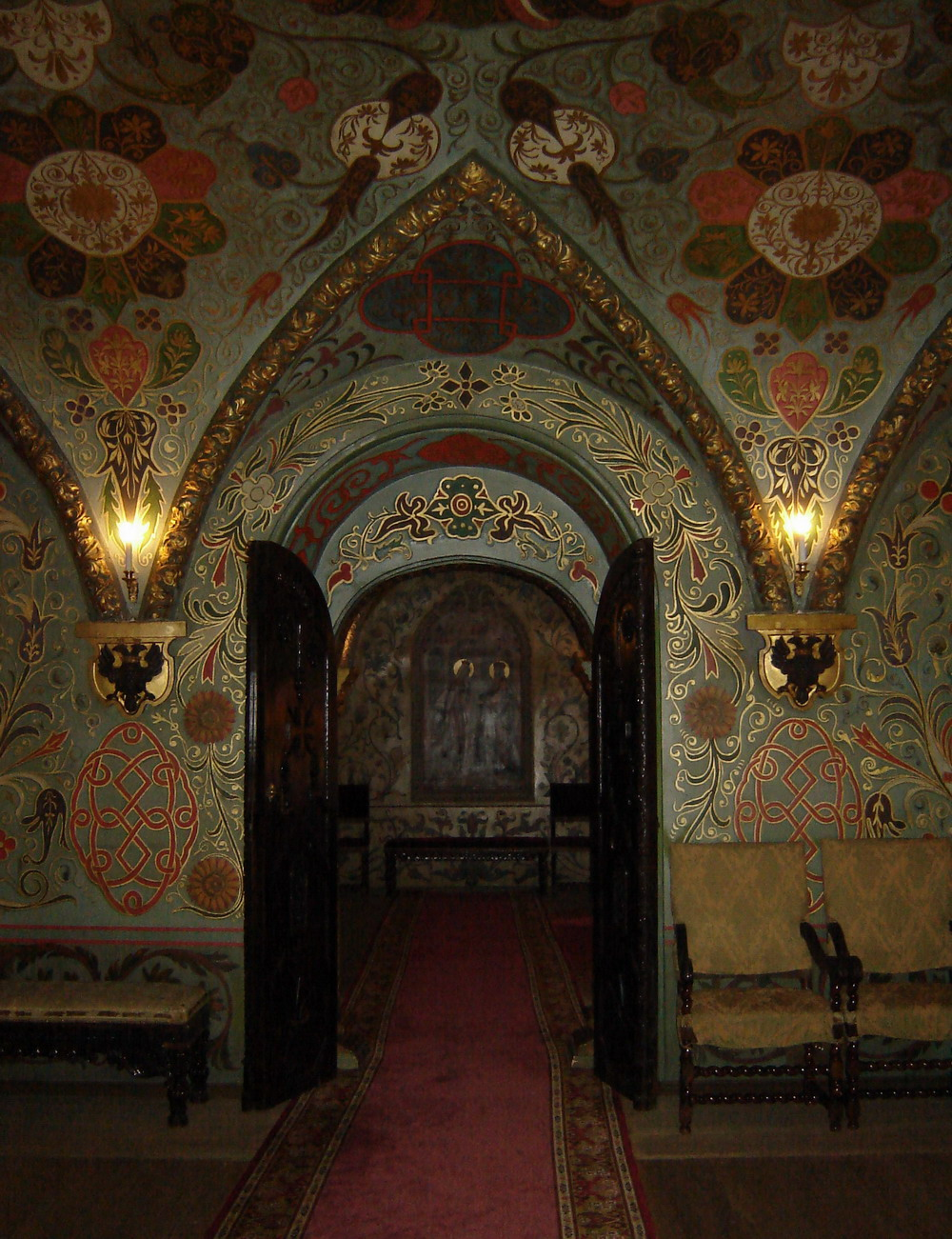
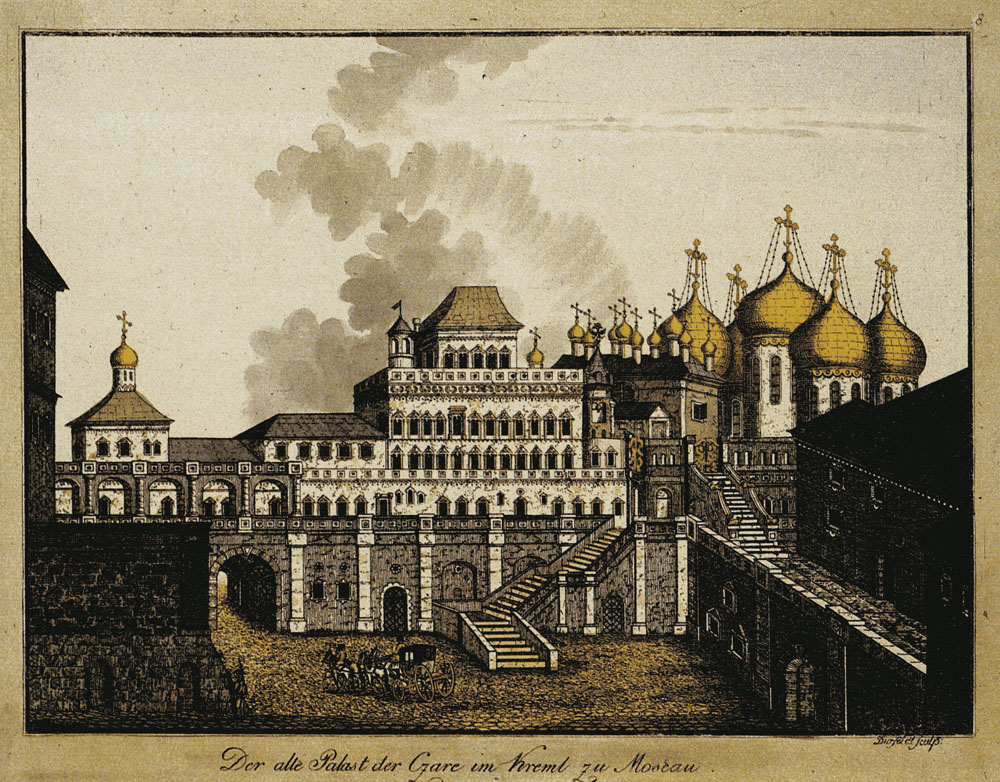
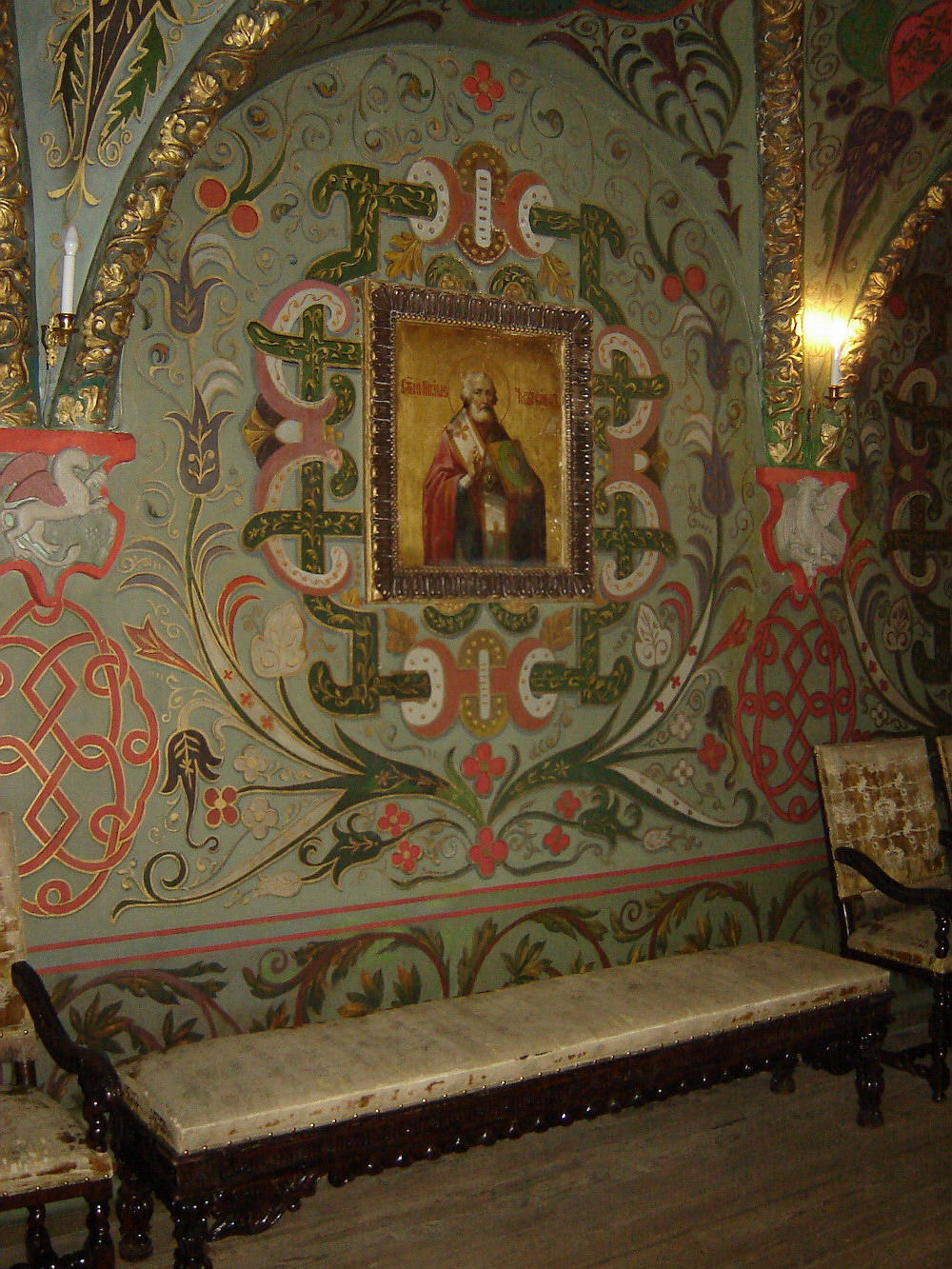